# Bartosz Sadulski
Bartosz Sadulski (ur. 1986) – polski prozaik, poeta i dziennikarz.
Stały współpracownik portalu onet.pl oraz czasopisma internetowego dwutygodnik. Sekretarz redakcji kwartalnika „Herito”. Wiersze publikował m.in. w „Gazecie Wyborczej”, „Lampie”, „Odrze”, „Pomostach”. Autor i współautor przewodników turystycznych. 
Za tomik Post został nominowany do Wrocławskiej Nagrody Poetyckiej „Silesius” 2013 w kategorii debiut roku. Za drugą książkę poetycką tarapaty nagrodzony wrocławską nagrodą kulturalną „Warto”. Stypendysta programu Młoda Polska w kategorii literatura na rok 2019. Za powieść Rzeszot został w 2022 nominowany do Nagrody Literackiej „Nike”, a także otrzymał Nagrodę Fundacji im. Kościelskich.
Mieszka w Nowej Hucie.

## Książki
Proza:
- Rzeszot (Książkowe Klimaty, Wrocław 2021)
- Szesnaście na Bourbon (Wydawnictwo Literackie, Kraków 2024)

Poezja:
- Artykuły pochodzenia zwierzęcego (Biuro Literackie, Wrocław 2009) – arkusz poetycki
- Połów. poetyckie debiuty 2010 (Biuro Literackie, Wrocław 2010) – antologia
- post (WBPiCAK, Poznań 2012)
- tarapaty (Książkowe Klimaty, Wrocław 2016)
- mniej niż jedno zwierzę (Dom Literatury w Łodzi, 2019)

Przewodniki turystyczne:
- Malta i Gozo (Wydawnictwo Pascal, Bielsko-Biała 2013)
- Bornholm (Wydawnictwo Pascal, Bielsko-Biała 2014) – współautor
- Bratysława (Wydawnictwo Pascal, Bielsko-Biała 2014) – współautor
- Dania: Bornholm, Wyspy Owcze i Grenlandia (Wydawnictwo Pascal, Bielsko-Biała 2014) – współautor
- Malta (Wydawnictwo Pascal, Bielsko-Biała 2016)